# Al Noor City
 (août 2024).
La mise en forme du texte ne suit pas les recommandations de Wikipédia : il faut le « wikifier ».
Les points d'amélioration suivants sont les cas les plus fréquents. Le détail des points à revoir est peut-être précisé sur la page de discussion.
- Les titres sont pré-formatés par le logiciel. Ils ne sont ni en capitales, ni en gras.
- Le texte ne doit pas être écrit en capitales (les noms de famille non plus), ni en gras, ni en italique, ni en « petit »…
- Le gras n'est utilisé que pour surligner le titre de l'article dans l'introduction, une seule fois.
- L'italique est rarement utilisé : mots en langue étrangère, titres d'œuvres, noms de bateaux, etc.
- Les citations ne sont pas en italique mais en corps de texte normal. Elles sont entourées par des guillemets français : « et ».
- Les listes à puces sont à éviter, des paragraphes rédigés étant largement préférés. Les tableaux sont à réserver à la présentation de données structurées (résultats, etc.).
- Les appels de note de bas de page (petits chiffres en exposant, introduits par l'outil «  Source ») sont à placer entre la fin de phrase et le point final[comme ça].
- Les liens internes (vers d'autres articles de Wikipédia) sont à choisir avec parcimonie. Créez des liens vers des articles approfondissant le sujet. Les termes génériques sans rapport avec le sujet sont à éviter, ainsi que les répétitions de liens vers un même terme.
- Les liens externes sont à placer uniquement dans une section « Liens externes », à la fin de l'article. Ces liens sont à choisir avec parcimonie suivant les règles définies. Si un lien sert de source à l'article, son insertion dans le texte est à faire par les notes de bas de page.
- La présentation des références doit suivre les conventions bibliographiques. Il est recommandé d'utiliser les modèles {{Ouvrage}}, {{Chapitre}}, {{Article}}, {{Lien web}} et/ou {{Bibliographie}}. Le mode d'édition visuel peut mettre en forme automatiquement les références.
- Insérer une infobox (cadre d'informations à droite) n'est pas obligatoire pour parachever la mise en page.

Pour une aide détaillée, merci de consulter Aide:Wikification.
Si vous pensez que ces points ont été résolus, vous pouvez retirer ce bandeau et améliorer la mise en forme d'un autre article.
La ville d'Al Noor (arabe : مدينة النور, "Medinat an-Noor") est une paire de villes jumelles proposées qui feraient partie d'un méga projet visant à relier l'Asie et l'Afrique par la construction d'un pont transcontinental au-dessus de la mer Rouge. L'investissement total devrait atteindre 200 milliards de dollars américains sur une période de 15 ans.
Un élément clé du projet consiste à relier les deux villes par un pont appelé « pont des Cornes », qui enjambera l'embouchure sud de la mer Rouge. Les deux villes prévues devraient être construites à chaque extrémité du pont des Cornes. L'une des villes Al-Noor devrait être construite au Yémen sur une superficie de 1 500 kilomètres carrés (580 mi2) ; la ville de liaison devrait être construite à Djibouti sur une superficie de 1 000 kilomètres carrés (390 mi2).[1] Les villes jumelles fonctionneront grâce à des énergies renouvelables. Du côté de Djibouti, le président Ismael Omar Guelleh a accordé 500 km2 pour la construction de Noor City, la première des centaines de villes de lumière que le Saudi Binladen Group envisage de construire. Les promoteurs affirment qu'ils s'attendent à ce que Noor City compte 2,5 millions d'habitants d'ici 2025 et que la ville jumelle yéménite en compte 4,5 millions, tandis qu'ils envisagent un nouvel aéroport desservant les deux villes et pouvant accueillir 100 millions de passagers par an. Une nouvelle autoroute reliant les villes à Dubaï est proposée, mais il n'est pas prévu de routes pour relier Djibouti, peu peuplée, aux centres de population d'Addis-Abeba en Éthiopie ou de Khartoum au Soudan. Le projet est extrêmement coûteux et ambitieux, et il est implanté dans une région relativement peu développée et disposant de peu de ressources ; selon The Economist, « les Africains peuvent se demander pourquoi le hub n'est pas construit dans une partie de l'Afrique où vivent davantage d'Africains et qui dispose de nourriture et d'eau ».

## Chronologie
- Juillet 2009 - Début de la construction du pont[2],
- Juin 2010 - Report de la phase I du pont-jetée du Yémen et de Djibouti,
- 2020 - Fin prévue de la construction du pont[3].